# Аустралијска кованица од 50 центи
Дванаестоугаона аустралијска кованица од 50 центи је највећи аустралијски новчић који се тренутно налази у оптицају и други по величини после новчића издатог 1937-38.
Првобитно, новчић је био искован од 80% сребра и 20% бакра, али, како је вредност сребра расла, вредност материјала од ког је новчић био направљен постала је већа од његове номиналне вредности, па је повучен из оптицаја. Данас његов састав чини 75% бакра и 25% никла.

## Комеморативни новчићи
Захваљујући томе што је новчић доста велики (пречника је 3 цм), врло често су издаване комеморативне серије.